# Seznam dílů seriálu Zeke a Luther
Toto je seznam dílů seriálu Zeke a Luther.

## Přehled řad
| Řada | Díly | Premiéra v USA  | Premiéra v USA   | Premiéra v ČR     | Premiéra v ČR   |
| Řada | Díly | První díl       | Poslední díl     | První díl         | Poslední díl    |
| ---- | ---- | --------------- | ---------------- | ----------------- | --------------- |
| 1    | 21   | 15. června 2009 | 1. února 2010    | 7. listopadu 2009 | 30. října 2010  |
| 2    | 26   | 15. března 2010 | 6. prosince 2010 | 19. března 2011   | 28. března 2012 |
| 3    | 26   | 28. února 2011  | 2. dubna 2012    | nebylo vysíláno   | nebylo vysíláno |

## 1.série (USA- 2009-2010, ČR- 2009-2010)
- Hutch Dano a Adam Hicks hráli ve všech epizodách.
- Daniel Curtis Lee nehrál v pěti epizodách (1x02, 1x06, 1x08, 1x13, 1x16).
- Ryan Newman nehrála v pěti epizodách (1x02, 1x03, 1x08, 1x17, 1x18).

| Série | Epizoda | Originální název             | Český název                      | Premiéra v USA     | Produkční čísla |
| ----- | ------- | ---------------------------- | -------------------------------- | ------------------ | --------------- |
| 1     | 1       | Bros Go Pro                  | Profíci                          | 15. června 2009    | 108             |
| 2     | 2       | Donut Jockey                 | První láska                      | 22. června 2009    | 105             |
| 3     | 3       | Crash And Learn              | Přiznání je polehčující okolnost | 29. června 2009    | 110             |
| 4     | 4       | Pilot                        | Tunel hrůzy                      | 6. července 2009   | 101             |
| 5     | 5       | Cape Fear                    | Mít svůj styl                    | 13. července 2009  | 104             |
| 6     | 6       | Skate Camp                   | Skejt kemp                       | 20. července 2009  | 112             |
| 7     | 7       | Luck Be a Rodent Tonight     | Krysy nosí štěstí                | 27. července 2009  | 102             |
| 8     | 8       | The Big Red Stacking Machine | Přátelství nad slávu             | 3. srpna 2009      | 109             |
| 9     | 9       | Summer School                | Letní škola                      | 10. srpna 2009     | 106             |
| 10    | 10      | Haunted Board                | Kočičí oko                       | 5. října 2009      | 111             |
| 11    | 11      | Roard trip                   | Výlet                            | 19. října 2009     | 103             |
| 12    | 12      | Luther Leads                 | Luther v čele                    | 26. října 2009     | 107             |
| 13    | 13      | Soul Bucket                  | Babi                             | 2. listopadu 2009  | 113             |
| 14    | 14      | Not My Sister´s Keeper       | Já svou sestru nehlídám          | 9. listopadu 2009  | 114             |
| 15    | 15      | Rollerdorks                  | Brusláči                         | 16. listopadu 2009 | 115             |
| 16    | 16      | Crash Dummies                | Videosoutěž                      | 23. listopadu 2009 | 116             |
| 17    | 17      | Adventure Boy                | Odvážný kluk                     | 30. listopadu 2009 | 117             |
| 18    | 18      | I, Skatebot                  | Já, skatebot                     | 4. ledna 2010      | 118             |
| 19    | 19      | Law and Boarder              | Právo a skejťáci                 | 18. ledna 2010     | 119             |
| 20    | 20      | A Very Hairy Problem         | Velmi chlupatý problém           | 25. ledna 2010     | 120             |
| 21    | 21      | Skate Squad                  | Jsme tým                         | 1. února 2010      | 121             |

## 2.série (USA- 2010 - 2011, ČR- 2011 - 2012)
- Hutch Dano a Adam Hicks hráli ve všech epizodách.
- Ryan Newman nehrála v šesti epizodách (2x06, 2x08, 2x12, 2x22, 2x23, 2x24).
- Daniel Curtis Lee nehrál v šesti epizodách (2x05, 2x13, 2x15, 2x16, 2x19, 2x26).

| Série | Epizoda | Originální název                          | Český název                               | Premiéra v USA     | Premiéra v ČR      | Produkční čísla |
| ----- | ------- | ----------------------------------------- | ----------------------------------------- | ------------------ | ------------------ | --------------- |
| 22    | 1       | Zeke Jumps the Shark                      | Zeke přeskočí žraloka                     | 15. března 2010    | 26. března 2011    | 201             |
| 23    | 2       | Tall Stack of Waffles                     | Dlouhán Waffles                           | 22. března 2010    | 19. března 2011    | 204             |
| 24    | 3       | Airheads                                  | Nové hobby                                | 29. března 2010    | 19. března 2011    | 205             |
| 25    | 4       | Luther Unleashed                          | Luther puštěný ze řetězu                  | 5. dubna 2010      | 2. dubna 2011      | 202             |
| 26    | 5       | Old Nasty                                 | Drsňačka                                  | 12. dubna 2010     | 9. dubna 2011      | 207             |
| 27    | 6       | Double Crush                              | Dvojitý rozchod                           | 3. května 2010     | 16. dubna 2011     | 208             |
| 28    | 7       | Plunk Hunting                             | Hon na Plunkovi                           | 10. května 2010    | 30. dubna 2011     | 203             |
| 29    | 8       | Kojo's BFF"                               | Kojoův nejlepší kámoš                     | 17. května 2010    | 28. května 2011    | 209             |
| 30    | 9       | One Strange Night                         | Jedna zvláštní noc                        | 24. května 2010    | 14. května 2011    | 210             |
| 31    | 10      | Luther Waffles and the Skateboard of Doom | Luther Waffles a skateboard smrti část 1. | 21. června 2010    | 28. prosince 2011  | 211-            |
| 32    | 11      | Luther Waffles and the Skateboard of Doom | Luther Waffles a skateboard smrti část 2. | 21. června 2010    | 28. prosince 2011  | 212-            |
| 33    | 12      | Crouching Zeke, Dancing Luther            | Zeke se pokoří, Luther zatančí            | 28. června 2010    | 7. června 2011     | 213             |
| 34    | 13      | Luther Waffles: Skate Cop                 | Luther Waffles: Skatovej policajt         | 5. července 2010   | 14. června 2011    | 214             |
| 35    | 14      | Treasure                                  | Poklad                                    | 12. července 2010  | 28. června 2011    | 217             |
| 36    | 15      | Rocket Men                                | Rakeťáci                                  | 19. července 2010  | 21. června 2011    | 216             |
| 37    | 16      | Board in Class                            | Největší prkno ze třídy                   | 26. července 2010  | 13. srpna 2011     | 215             |
| 38    | 17      | Local Heroes                              | Místní hrdinové                           | 9. srpna 2010      | 20. srpna 2011     | 220             |
| 39    | 18      | Super Shredder                            | Super skater                              | 16. srpna 2010     | 27. srpna 2011     | 222             |
| 40    | 19      | Little Brother, Big Trouble               | Malej brácha, velký starosti              | 23. srpna 2010     | 4. listopadu 2011  | 219             |
| 41    | 20      | Robo-Luth                                 | Robo-Luth                                 | 18. října 2010     | 11. listopadu 2011 | 221             |
| 42    | 21      | The Bro List                              | Stěhování                                 | 25. října 2010     | 18. listopadu 2011 | 225             |
| 43    | 22      | Seoul Bros                                | Reklamní hvězdy                           | 1. listopadu 2010  | 25. listopadu 2011 | 206             |
| 44    | 23      | Ball of Trash                             | Odpadková koule                           | 8. listopadu 2010  | 21. ledna 2012     | 218             |
| 45    | 24      | Sludge                                    | Láska bahno prěnáší                       | 15. listopadu 2010 | 7. ledna 2012      | 223             |
| 46    | 25      | Goin' Zoom                                | Konečně sponzor                           | 22. listopadu 2010 | 14. ledna 2012     | 224             |
| 47    | 26      | Brother-ho-ho                             | Brácho ho-ho                              | 6. prosince 2010   | 28. ledna 2012     | 226             |

## 3.série (USA- 2011 - 2012, ČR-)
| Série | Epizoda | Originální název                               | Český název | Premiéra v USA     | Premiéra v ČR | Produkční čísla |
| ----- | ------- | ---------------------------------------------- | ----------- | ------------------ | ------------- | --------------- |
| 48    | 1       | Zeke's Last Ride                               |             | 28. února 2011     |               | 302             |
| 49    | 2       | The Unusual Suspects                           |             | 7. března 2011     |               | 301             |
| 50    | 3       | Two Guys, a Car, and a Wild Bear               |             | 14. března 2011    |               | 303             |
| 51    | 4       | Hyp-Bro-Tized                                  |             | 28. března 2011    |               | 305             |
| 52    | 5       | Daredevils!                                    |             | 4. dubna 2011      |               | 306             |
| 53    | 6       | Sibling Rivalries                              |             | 11. dubna 2011     |               | 309             |
| 54    | 7       | Luther Turns 4                                 |             | 18. dubna 2011     |               | 304             |
| 55    | 8       | Head of Skate                                  |             | 25. dubna 2011     |               | 313             |
| 56    | 9       | Zeke, Luther and Kojo Strike Gold              |             | 2. května 2011     |               | 308             |
| 57    | 10      | Zeke and Lu's New Crew                         |             | 9. května 2011     |               | 310             |
| 58    | 11      | Skater Girl Island                             |             | 23. května 2011    |               | 316             |
| 59    | 12      | DJ PJ                                          |             | 11. července 2011  |               | 311             |
| 60    | 13      | Trucky Cheese                                  |             | 18. července 2011  |               | 317             |
| 61    | 14      | Ice Heist Baby                                 |             | 25. července 2011  |               | 324             |
| 62    | 15      | Skate Troopers                                 |             | 1. srpna 2011      |               | 312             |
| 63    | 16      | Bro, Where's Our Car?                          |             | 8. srpna 2011      |               | 314             |
| 64    | 17      | Lie Hard                                       |             | 22. srpna 2011     |               | 307             |
| 65    | 18      | Bro'd Trip                                     |             | 26. září 2011      |               | 320             |
| 66    | 19      | The Gingernator                                |             | 3. října 2011      |               | 319             |
| 67    | 20      | Skate Video Awards                             |             | 28. listopadu 2011 |               | 315             |
| 68    | 21      | Skate or Swim                                  |             | 5. března 2012     |               | 322             |
| 69    | 22      | Inside Luther's Brain                          |             | 12. března 2012    |               | 323             |
| 70    | 23      | Kojo Loses His Mojo                            |             | 19. března 2012    |               | 321             |
| 71    | 24      | Accidental Hero                                |             | 26. března 2012    |               | 318             |
| 72    | 25      | There's No Business Like Bro Business (Part 1) |             | 2. dubna 2012      |               | 325             |
| 73    | 26      | There's No Business Like Bro Business (Part 2) |             | 2. dubna 2012      |               | 326             |